# Boj
För andra betydelser, se Boj (olika betydelser).

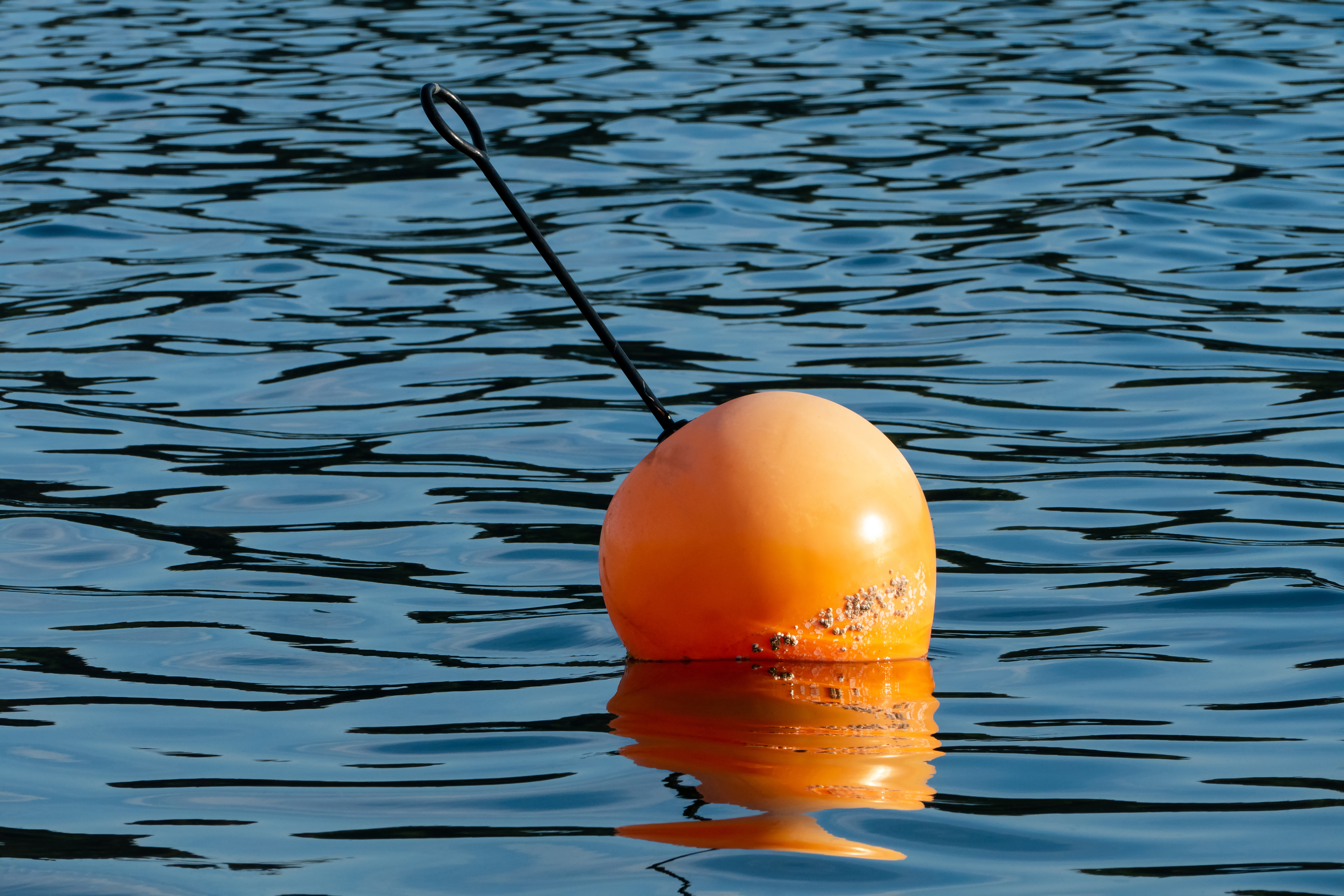
En orange boj.

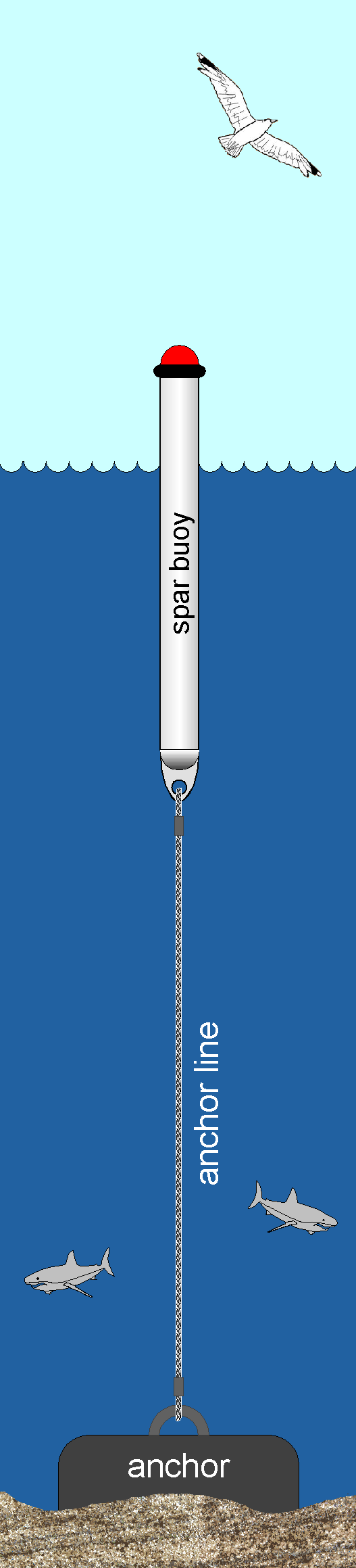
Principskiss av en boj (i detta fall en prick) med bojankare

En boj är en flytande anordning, avsedd för till exempel förtöjning, angöring eller navigering. Bojar avsedda för
navigering har i allmänhet färger (System A, bland andra sidomärken/lateralmärken: röda babordsmärken och gröna styrbordsmärken, gul/svarta väderstrecksmärken/kardinalmärken), toppmärken, reflexer och fyrkaraktärer som motsvarande prickar. Bojen kan vara förtöjd i ett bojankare.
Några typer av bojar är isboj klockboj, klotboj, ljudboj, lockboj, lysboj, pelarboj, plattboj, spetsboj och förtöjningsboj.
En annan funktion av en boj kan vara som rundningsboj inom vattensporter.
Ett bojankare är ett ankare för en boj. Ett bojankare är gjort för mer permanent förankring än ett fartygsankare. Det kan bestå av en betongklump gjuten kring en stålkätting.

## Bilder

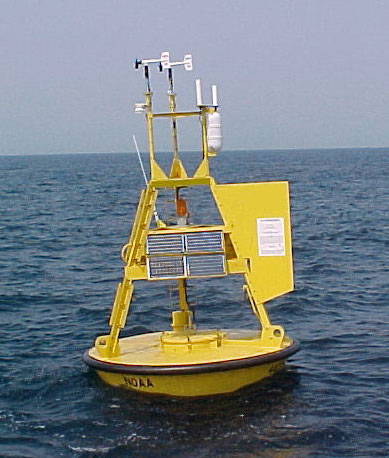
En väderboj tillhörande National Weather Service.
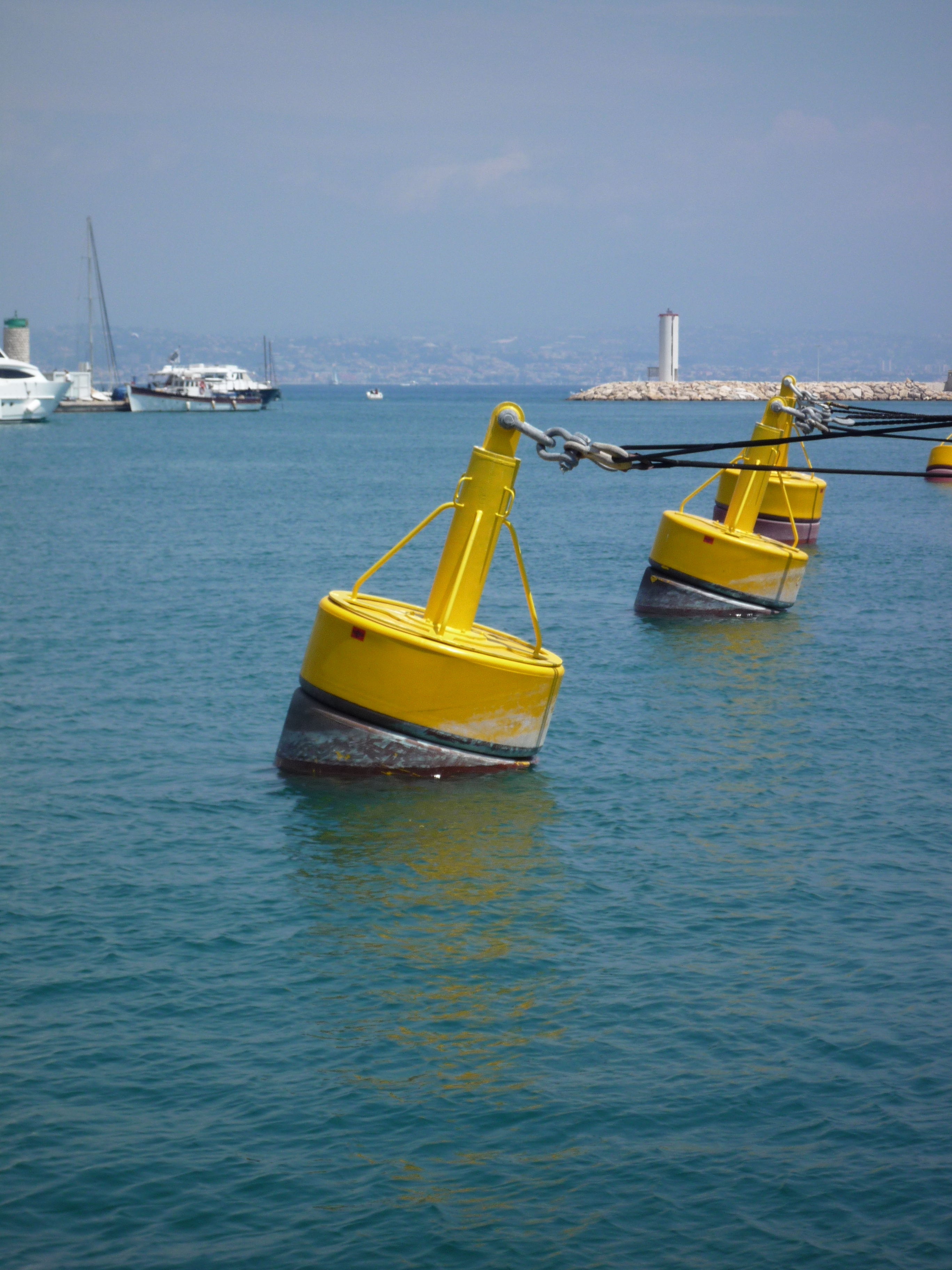
Förtöjningsbojar vid Antibes på franska Rivieran.
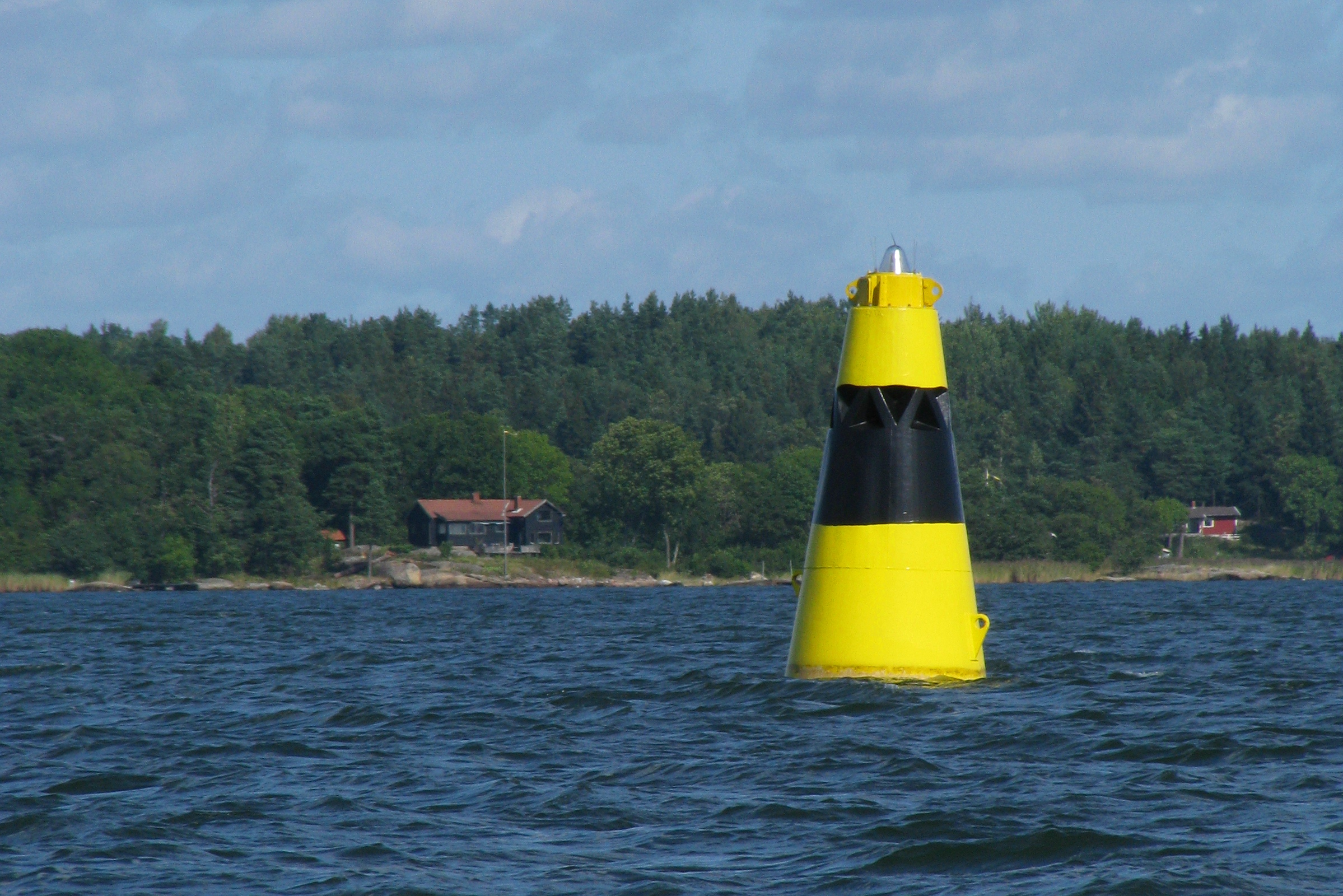
Ett sjömärke i form av en boj, Saxarfjärden i Stockholms skärgård.
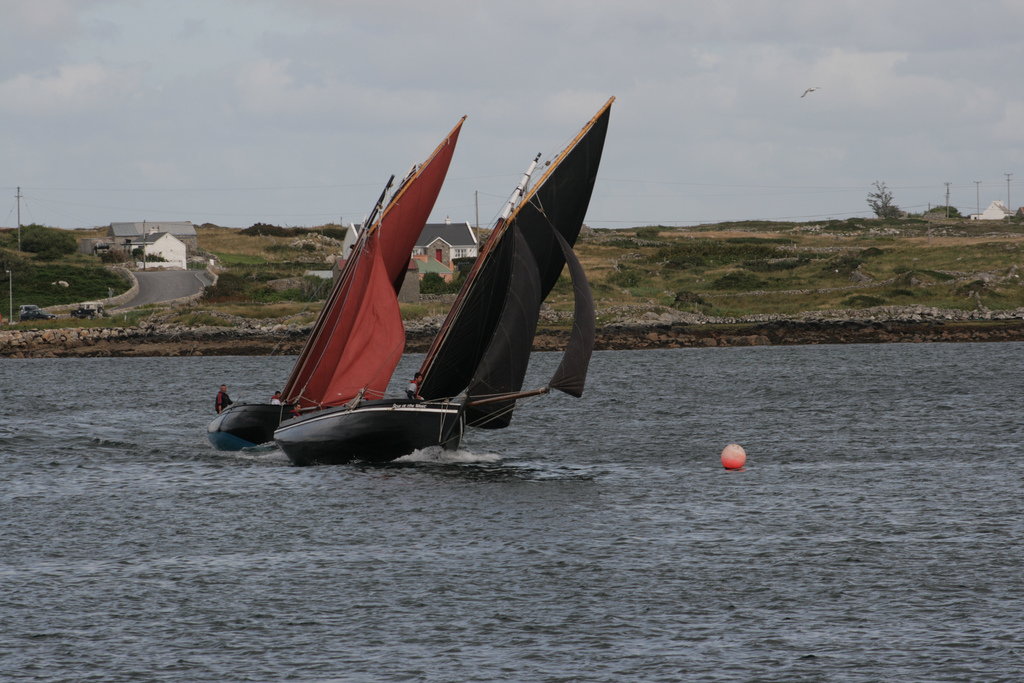
Två segelbåtar rundar en boj som markerar tävlingsbanan.